# Norm Maxwell
Norman Michael Clifford Maxwell (Rawene, 5 marzo 1976) è un ex rugbista a 15 e allenatore di rugby a 15 neozelandese, a lungo seconda linea dei Crusaders e 36 volte internazionale per gli All Blacks.

## Biografia
Proveniente da Rawene, crebbe nella provincia rugbistica di Northland, oggi North Auckland, nella quale esordì nel 1995; fallita la chiamata dai Blues nel 1996, nel 1997 passò ai Crusaders con cui si aggiudicò cinque titoli del Super Rugby.
Nel 1999 esordì negli All Blacks contro Samoa a North Shore City e prese successivamente parte alla Coppa del Mondo di rugby 1999 nel Regno Unito.
Fino al 2004 fu regolare in Nazionale; nel 2005 lasciò il Paese per una stagione in Giappone ai Ricoh Black Rams; tornato in Nuova Zelanda dopo un anno, si ritirò dal rugby giocato pochi giorni dopo il suo trentesimo compleanno.
Nel 2010 si recò in Spagna per divenire giocatore-allenatore del Vigo, all'epoca in seconda divisione, anche se non scese mai in campo.
Al termine della prima stagione giunse la promozione in massima serie, la División de Honor.
Dopo due anni Maxwell decise di porre fine all'esperienza spagnola per dedicarsi ad altre attività extrarugbistiche.

## Palmarès
- Super Rugby: 5
Crusaders: 1998, 1999, 2000, 2002, 2005
- National Provincial Championship: 5
Canterbury: 1997, 2001, 2004